# Lucoppia orientalis
Lucoppia orientalis är en kvalsterart som beskrevs av Djaparidze 1985. Lucoppia orientalis ingår i släktet Lucoppia och familjen Oribatulidae. Inga underarter finns listade i Catalogue of Life.